# Tutti pazzi meno io
Tutti pazzi meno io (Le roi de coeur) è un film del 1966, diretto da Philippe de Broca.